# Protima Bedi
Protima Bedi, född 1949 i Haryana, död 17 augusti 1998var en indisk modell och danserska. Hon blev känd under namnet Protima Gauri.

## Tidigt liv
Protima föddes i Delhi, den andra av fyra syskon, tre döttrar och en son. Hennes far var Laxmichand Gupta, en handlare som tillhörde en affärsfamilj från Karnal-distriktet, Haryana, och hennes mor Reba, som var från Bengalen.

## Karriär

### Modellkarriär
I slutet av 1960-talet var hon en framstående fotomodell. 1974 kom hon in i nyheterna för att ha streakat under dagtid för lanseringen av Bollywood-tidningen Cineblitz på Juhu Beach i Bombay.

### Danskarriär
I augusti 1975, när hon var 26 år, förändrade ett odissi-framträdande hennes liv fullständigt. Hon hade gått in på Bhulabhai Memorial Institute av en slump. Där såg hon två unga dansare som dansade odissi. Hon blev elev till Guru Kelucharan Mohapatra, och av honom hon lärde sig konsten att dansa under 12 till 14 timmar om dagen, en hård utbildning.
För att fullända sin dans började hon studera abhinaya av Guru Kalanidhi Narayanan från Madras. Sedan dess började hon ge uppträdanden runt om i landet. Ungefär samtidigt startade Protima sin egen dansskola på Prithvi Theatre i Juhu, Mumbai. Det blev senare Odissi Dance Centre.

## Nrityagram

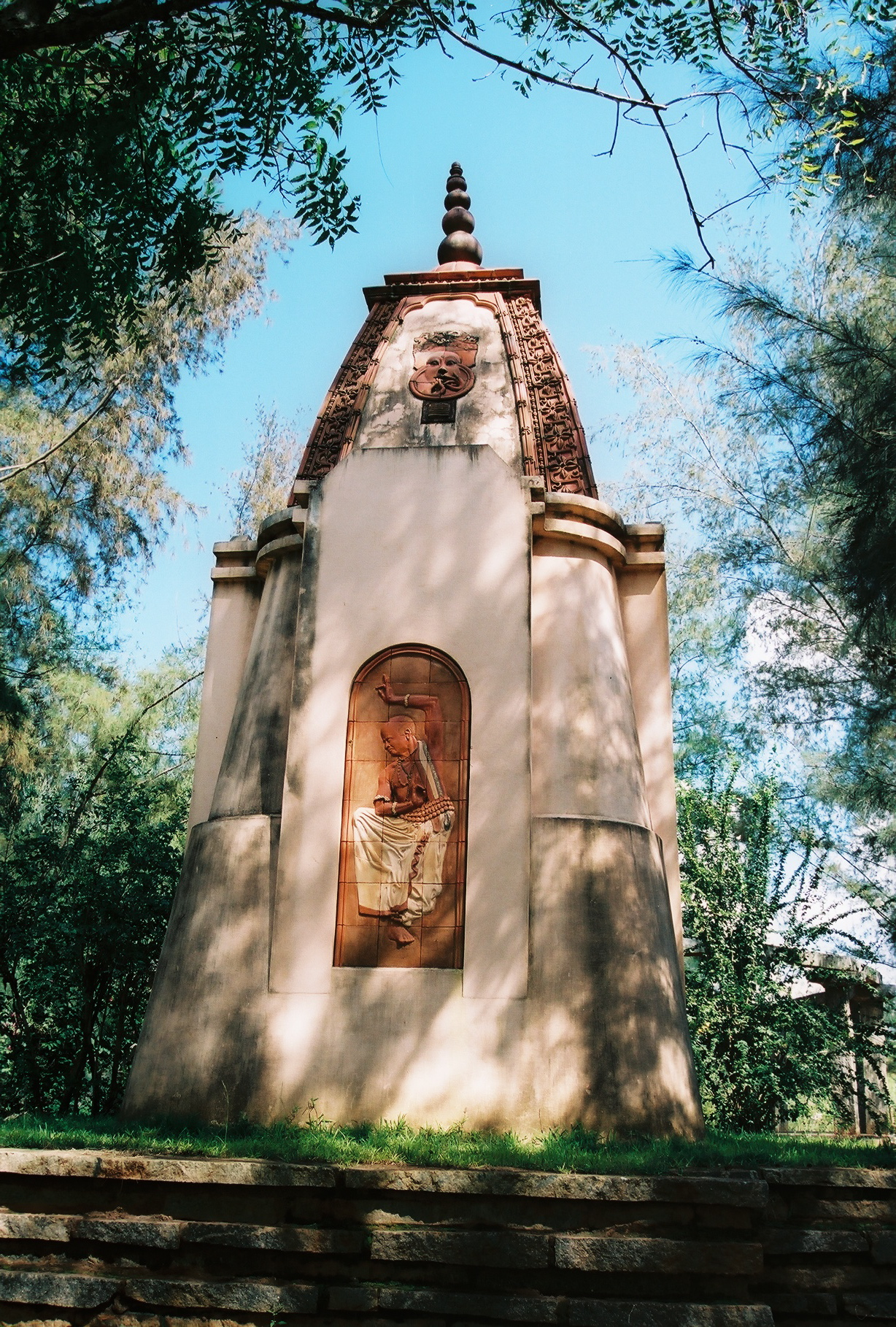
Ett tempel tillägnat Kelucharan Mohapatra vid Nrityagram Dance Community, nära Bangalore, etablerat av Protima Bedi.

Nrityagram, som ligger i utkanten av Bangalore, blev Indiens första fria dansskola, för olika indiska klassiska danser, bestående av sju klasser för de sju klassiska dansstilarna och två kampsportsformer, Chhau och Kalaripayatt. Hon ville återuppliva dansen bguru-shishya parampara. Nrityagram invigdes den 11 maj 1990 av dåvarande premiärministern, Vishwanath Pratap Singh. Dansskolan är en liten gemenskap av elever från alla delar av Indien, men med ett gemensamt mål, nämligen dans. Nrityagramensemblen uppträdde snart över hela världen.  Under tiden, 1992, medverkade Protima i Pamela Rooks engelska film, Miss Beatty's Children.
Nrityagram, skapad som en modell för dansby, byggdes av arkitekten Gerard da Cunha. Den vann priset för bästa landsbygdsarkitektur 1991. För att samla in pengar för att driva Nrityagram byggdes turistorten Kuteeram 1992. Nrityagram är också platsen för den årliga dansfestivalen Vasanta Habba, som startades första gången 1994 och hade 40 000 besökare då den hölls senast 2004. Den hölls inte mellan 2005 och 2007, på grund av Jordbävningen i Indiska oceanen 2004 och brist på pengar.

## De sista åren
Protimas son, Siddarth, led av schizofreni och begick självmord i juli 1997 när han studerade i North Carolina. Detta förändrade hennes liv oåterkalleligt, eftersom hon i början av 1998 hade tillkännagett sin pensionering och hade bytt namn till Protima Gauri. Snart började hon resa i Himalaya-regionen och började med Leh. Därefter, i augusti, gav sig Protima Gauri iväg på sin pilgrimsfärd till Kailash Manasarovar, och det var där hon försvann efter jordskredet i byn Malpa, nära Pithoragarh, i Himalaya (nära gränsen mellan Indien och Nepal). Hennes kvarlevor och tillhörigheter återfanns efter flera dagar, tillsammans med sju andra kroppar som hittades efter jordskredet. 
I sin självbiografi, Timepass, baserad på hennes journaler och brev sammanställda och publicerade av hennes dotter, Pooja Bedi, år 2000, redogör hon för sina relationer och livsstil, födelsen av hennes drömprojekt, Nrityagram, samt sin slutliga övergång till en sanyasin mot slutet av sitt liv, när hon drog sig tillbaka från det offentliga livet och ville utforska Himalaya.

## Privatliv
Protima Bedi träffade Kabir Bedi under sin modellkarriär. Efter några månader lämnade hon sina föräldrars hus för att bo hos honom. Hon gifte sig med Kabir och fick två barn - Pooja Bedi och Siddharth Bedi. De separerade 1974.